# 덕이동
덕이동(德耳洞)은 경기도 고양시 일산서구의 행정동 및 법정동이다.
일산서구의 북쪽에 있으며, 동쪽으로는 탄현1동, 탄현2동과, 서쪽으로는 가좌동과 접한다.

## 지명
1914년 4월 1일의 부군면 통폐합 전에는 고양군 송산면(松山面)에 속했다.
덕이동, 가좌동, 구산동을 아우르는 송산동 행정복지센터의 소재지가 되었다가, 2021년을 마지막으로 송산동 폐지와 함께 2022년부터 덕이동과 가좌동으로 행정동이 분리됐다. 행정복지센터는 송산동행정복지센터 청사를 그대로 이용한다.

## 법정동
- 덕이동(德耳洞)

덕이동은 송산동의 가장 동쪽에 있는 법정동으로, 일산 가구 단지와 최근에 만들어진 '일산 로데오 거리'가 있다. 가구 단지는 1990년대 초부터 급격히 성장하였고, 로데오 거리는 1990년대 후반부터 커졌다. 경의선 철도의 서쪽인 덕이동은 1990년대에는 개발에서 소외된 교외 지역이었으며, 2000년대 초에 파주시에 운정신도시가 개발되면서 일산신도시와 운정신도시 사이에 위치한 이곳에 고층 아파트가 들어서기 시작했다. 마을로는 경의대로, 송산로, 덕이로 등의 도로가 지나며, 도로 양편으로는 상가들이 들어서고 있다.

## 교육
- 덕이초등학교
- 백송초등학교
- 덕이중학교
- 백송고등학교
- 고양예술고등학교
- 덕이고등학교

## 아파트
| 단지명                      | 건설사       | 시행사                    | 주소                      | 입주        | 비고 |
| --------------------------- | ------------ | ------------------------- | ------------------------- | ----------- | ---- |
| 일산 동양라파크             | 동양고속건설 | 동양고속건설              | 일산서구 탄중로101번길 60 | 2002년 2월  |      |
| 일산2차 중앙하이츠빌        | 중앙건설     | 중앙건설                  | 일산서구 덕이로 238       | 2001년 10월 |      |
| 일산 태영데시앙             | ㈜태영       | ㈜타오건설                | 일산서구 탄중로101번길 36 | 2003년 5월  |      |
| 일산1차 동문굿모닝힐        | 동문건설㈜   | ㈜경문도시개발            | 일산서구 덕이로 281-9     | 2001년 3월  |      |
| 일산2차 동문굿모닝힐        | 동문건설㈜   | 동문건설㈜                | 일산서구 덕산로 282       | 2002년 9월  |      |
| 일산3차 동문굿모닝힐        | 동문건설㈜   | 경문도시개발㈜ 동문건설㈜ | 일산서구 장자길118번길 27 | 2003년 11월 |      |
| 하이파크시티 아이파크 1단지 | 현대산업개발 | ㈜아시아신탁              | 일산서구 하이파크로 113   | 2011년 1월  |      |
| 하이파크시티 아이파크 5단지 | 현대산업개발 | ㈜코프란 ㈜디더블유개발   | 일산서구 하이파크3로 62   | 2011년 1월  |      |